# Manolo Gallardo
Manolo Gallardo (Ciudad de Guatemala, 10 de junio de 1936-Ciudad de Guatemala, 3 de octubre de 2021) fue un pintor, escultor, dibujante y retratista guatemalteco. Fue el autor de la escultura llamada No al femicidio, situada en el Centro Cultural Miguel Ángel Asturias.Fue también creador de los chochis y los trinyoyos

## Biografía
Manolo Gallardo estudió en la Escuela Nacional de Artes Plásticas a mediados de la década de 1950. Su primera exposición fue en 1957 en el Instituto Guatemalteco Americano (IGA) cuando solo tenía 19 años y estaba estudiando medicina en la Universidad de San Carlos de Guatemala. Con solo dos años de estudios se fue a España para seguir con su carrera artística. Tras sobrevivir en España durante un año sin ayudas, obtuvo una beca, y pudo estudiar pintura y escultura en la Real Academia de Bellas Artes de San Fernando en la Academia Artium y en la Academia de Eduardo Peña.

## Movimiento
[¿quién?], junto a personajes de la talla de David Manzur y Heriberto Cogollo de Colombia, Luigi Stornaiolo de Ecuador, Clever Lara de Uruguay o Claudio Bravo de Chile. Su estilo es básicamente realista y surrealista. Sus técnicas principales han sido el óleo, crayón, carboncillo y lápiz. Sus temas han sido la escultura humana, los bodegones, paisajes y retratos.

## Obra
Gallardo ha participado en más de 100 actividades personales y colectivas, entre las que destacan:
- Museo Regional de Chiapas, México
- Museo Vaticano, Ciudad del Vaticano
- EXPO 92, en Sevilla
- Casa Do Brasil, Madrid, España.

Gallardo también ha dedicado tiempo a la Escuela Nacional de Artes Plásticas de Guatemala, a la Facultad de Humanidades de la Universidad de San Carlos de Guatemala y a la Academia Gallardo de Guatemala.

### Pinturas notables
- Entre el cielo y el infierno
- Dios creando la Vía Láctea
- Meditación y levitación
- Judas
- Cariño
- Autopsia
- La última Comida

## Distinciones y reconocimientos
Desde 1954, Gallardo ha recibido más de 50 reconocimientos nacionales e internacionales, entre las que se destacan:
- Orden del Quetzal en grado de Gran Oficial (1995)
- Premio Meritorio de la Plástica, Arco Iris Maya (2000)
- Grado de Emeritissimum: Universidad de San Carlos de Guatemala (2002)[4]